# Dorcadion arenarium
Dorcadion arenarium es una especie de escarabajo longicornio de la subfamilia Lamiinae. Fue descrita científicamente por Scopoli en 1763.
Se distribuye por Albania, Bosnia y Herzegovina, Croacia, Polonia, Rumania, Eslovaquia y Eslovenia. Mide 9-18 milímetros de longitud. El período de vuelo ocurre en el mes de abril.